# Ottweiler
Ottweiler är en tysk stad och huvudort i distriktet (Landkreis) Neunkirchen i förbundslandet Saarland.
De tidigare kommunerna Fürth, Lautenbach, Mainzweiler och Steinbach bei Ottweiler uppgick i Ottweiler 1 januari 1974.

## Historia
Staden ligger mellan städerna Neunkirchen och St. Wedel nordöst om Saarbrücken. Orten uppkom i samband med ett kloster som grundades 871 av biskopen Adventius von Metz. Klostret skyddades under medeltiden med en fortifikation. Orten blomstrade under 1200- och 1300-talet när regionen tillhörde en gren av Huset Nassau (Nassau-Saarbrücken). 1550 fick Ottweiler stads- och marknadsrättigheter.
1573 härjade franska soldater i staden. Mellan 1640 och 1728 bildade grevarna från Ottweiler en egen gren inom Huset Nassau (Nassau-Ottweiler). Efteråt övertogs regionen av grenen Nassau-Usingen.
Liksom andra tyska städer drabbades staden hård av alla krig som pågick i regionen. Under 1700-talet blev orten känd för sin porslinsproduktion.

## Sevärdheter
Större delar av den historiska stadskärnan samt delar av ringmuren är bevarade. Ett torn (Alter Turm) som ursprungligen byggdes som försvarsanläggning används som utsiktstorn. Ottweiler har ett skolmuseum och ett stadsmuseum. Från Huset Nassau finns ett jaktslott med tillhörande park.

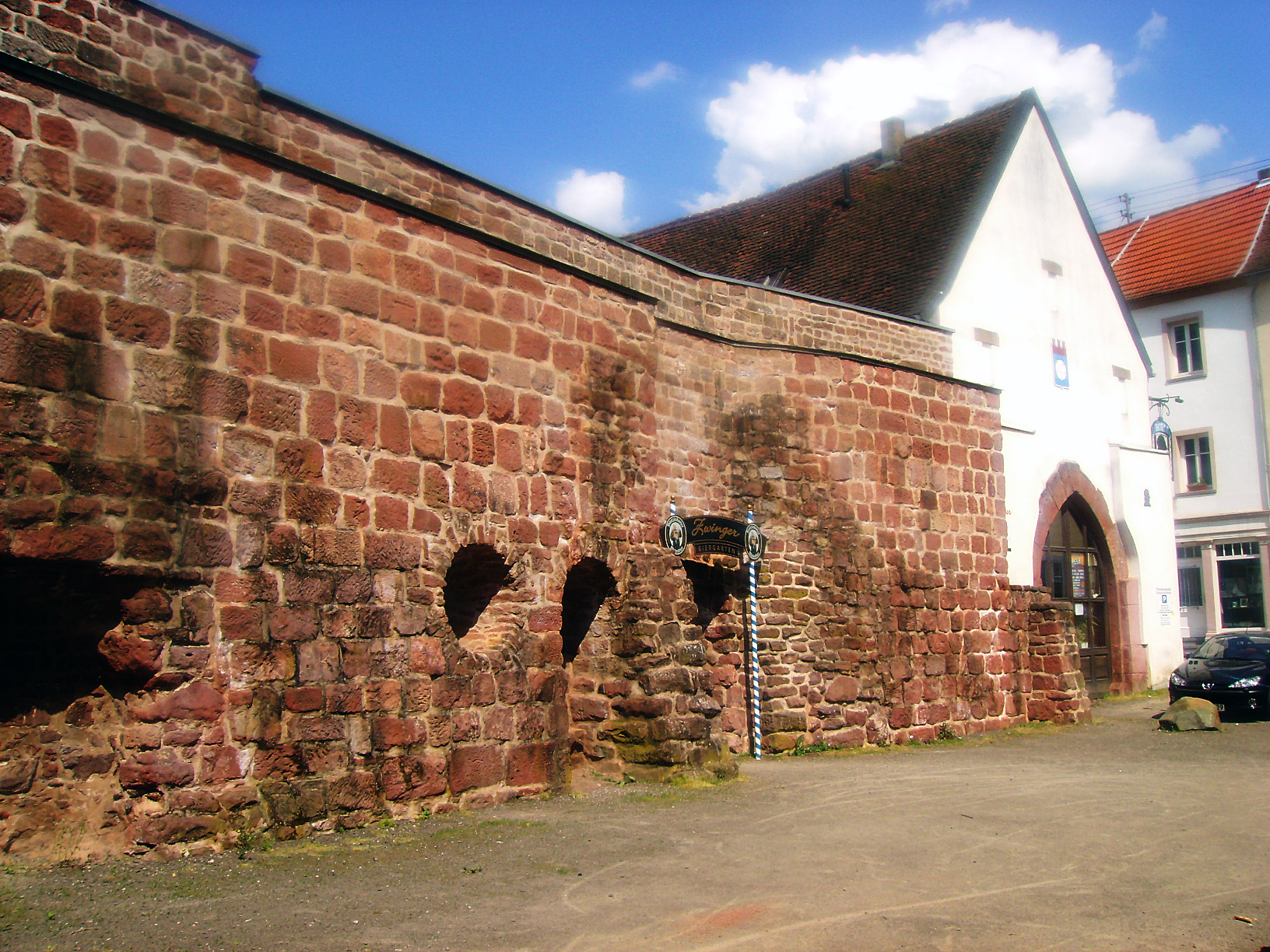
Delar av ringmuren
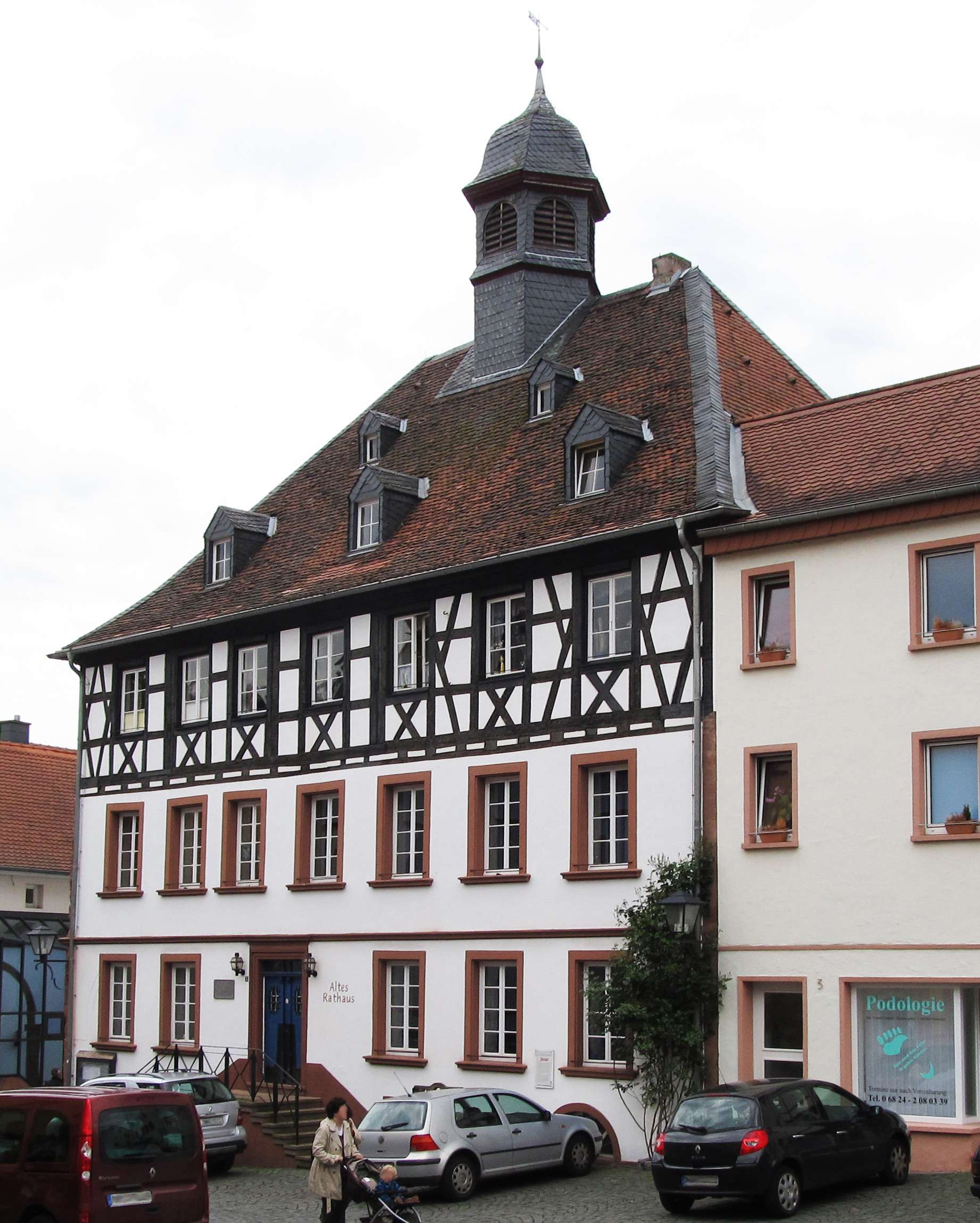
Rådhuset
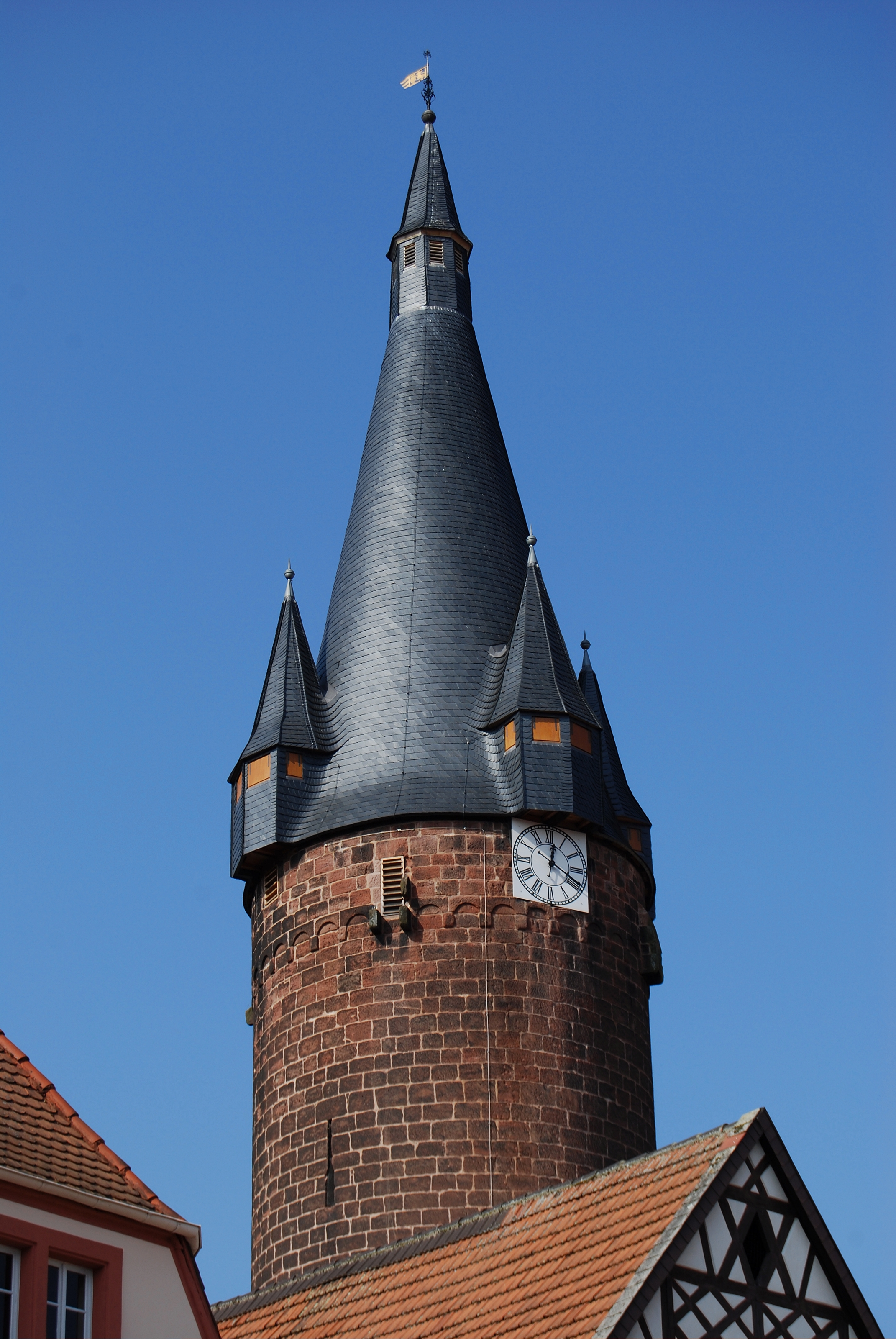
Alter Turm
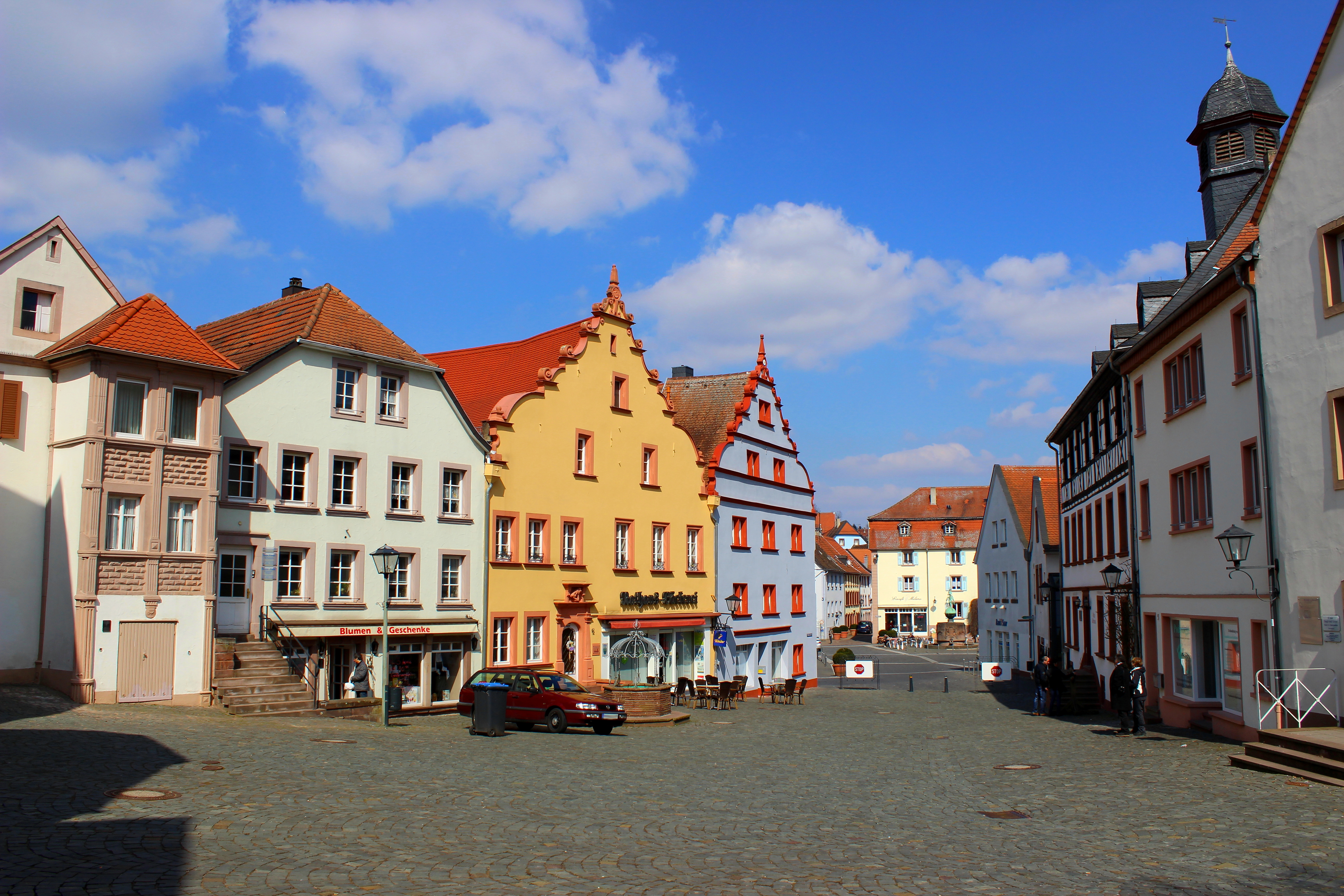
Marknadstorget